# Laveyssière
Laveyssière is een plaats en voormalige gemeente in het Franse departement Dordogne (regio Nouvelle-Aquitaine) en telt 118 inwoners (2009). De plaats maakt deel uit van het arrondissement Périgueux. Laveyssière is op 1 januari 2019 gefuseerd met de gemeenten Maurens, Saint-Jean-d'Eyraud en Saint-Julien-de-Crempse tot de gemeente Eyraud-Crempse-Maurens. 

## Geografie
De oppervlakte van Laveyssière bedraagt 6,6 km², de bevolkingsdichtheid is dus 17,9 inwoners per km².
De onderstaande kaart toont de ligging van Laveyssière met de belangrijkste infrastructuur en aangrenzende gemeenten.

## Demografie
Onderstaande figuur toont het verloop van het inwonertal.
Laveyssière · Maurens · Saint-Jean-d'Eyraud · Saint-Julien-de-Crempse